# Distretto di Orhangazi
Il distretto di Orhangazi (in turco Orhangazi ilçesi) è uno dei distretti della provincia di Bursa, in Turchia.